# Lockland
Lockland ist ein Village im Hamilton County, Ohio, Vereinigte Staaten. Bei der Zählung 2000 betrug die Einwohnerzahl 3.707. Lockland liegt im Südwesten von Ohio und gehört zu den Vorstädten nördlich von Cincinnati. Die Bevölkerungszahl ist seit dem späten 20. Jahrhundert leicht gesunken.

## Geschichte
Benannt ist der Ort nach den Schleusen (locks) am Miamikanal. Mit dem Bau des Kanals zwischen 1825 und 1845 begann der Aufschwung Locklands. 1828, nach der Fertigstellung von vier Schleusen in diesem Gebiet, wurde der Plan zur Gründung einer Gemeinde von Nicholas Longworth and Lewis Howell eingereicht. 1849 wurde Lockland als eigenständige Gemeinde anerkannt und bekam einen Gemeinderat. 
Die vier Schleusen, die Lockland den Namen gaben, brachten nicht nur die Kanalboote in das Gebiet, sondern lieferten durch die Möglichkeit der Nutzung des Gefälles zum Antrieb von Wasserrädern auch Energie für die Industrie. Mit dem Beginn des Eisenbahnzeitalters in den 1840er-Jahren nahm die Bedeutung der Kanalschifffahrt rasch ab. Die Schleusen von Lockland waren aber noch bis 1929 in Betrieb. Danach wurde der Kanal in diesem Gebiet als Trasse für die heutige Interstate 75 genutzt. Lockland profitiert vom Anschluss an diese moderne Verkehrsader.